# Sopa de bamia
La sopa de bamia (en árabe: بامية‎ ‘bamia cocida’) o guiso de bamia, o bamia con carne (en árabe: بامية‎: البامية باللحم ‘bamia con carne’) es un estofado preparado en el Medio Oriente con cordero, bamia (Abelmoschus esculentus) y tomates como ingredientes principales. Los ingredientes adicionales utilizados incluyen salsa de tomate, cebolla, ajo, cilantro, aceite vegetal, cardamomo, sal y pimienta. En Egipto, se usan normalmente los tendones del cordero,  lo que hace que dure largos periodos la cocción. Ta'aleya, una salsa de ajo egipcia, se usa como ingrediente para agregarle sabor a la bamia. La palabra bamia es simplemente la palabra árabe para el quingombó (Abelmoschus esculentus).

## En Turquía
En Turquía, el bamia es un guiso de Anatolia que tiene un sabor agridulce. Se prepara con quingombó, jugo de limón, aceite de oliva, azúcar, sal y pimienta. La bamia turca se sirve a veces como limpiador del paladar entre los tiempos de cocina en las fiestas ceremoniales.

### Otros proyectos
- Wikilibros en inglés alberga un libro o manual sobre Sopa de bamia.
- Wikimedia Commons alberga una galería multimedia sobre Sopa de bamia.

- Datos: Q28130016
- Multimedia: Bamia / Q28130016